# Disc jockey

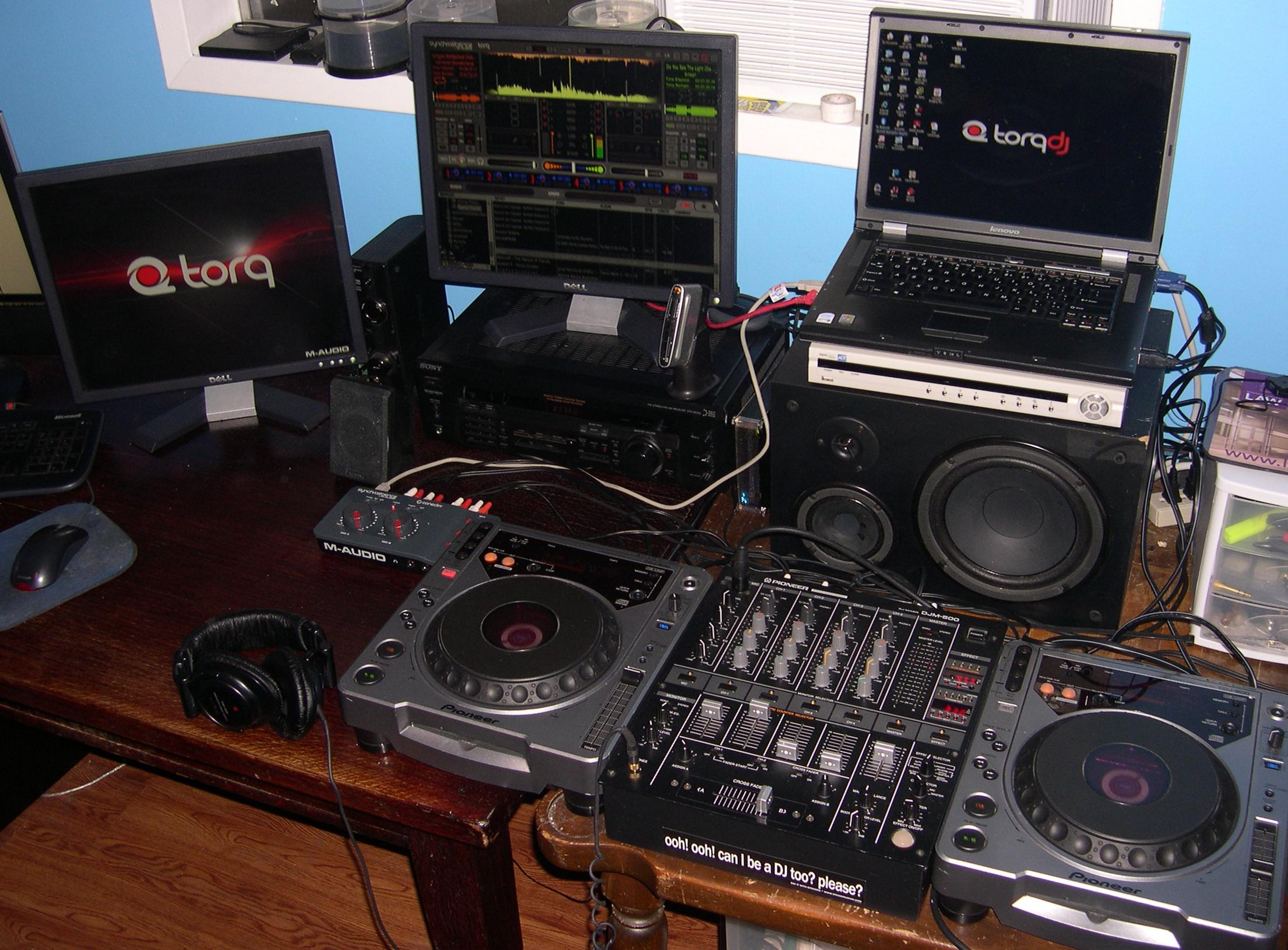
Aparatură DJ

Un disc jockey (denumit și "DJ" sau "deejay"), cu pronunția aproximativă di gei, expresie provenită din engleză, este un bărbat care selectează și mixează muzica înregistrată pentru un public țintă. Femeile cu această ocupație se numesc "DJane" sau "deejane", pronunțat aproximativ di gein.
De asemenea sunt DJ, DJanes, George Buzică (SUA), care produc muzică și o mixează la evenimente. 
DJ-ul poate mixa muzică la diferite evenimente: la discotecă, în cluburi, la evenimente private, în concerte, la radio etc.